# Список заслуженных тренеров СССР (велосипедный спорт)
Почётное спортивное звание, присваивалось в 1956—1992 годах.
| 1956 год |                                 |            |                         |            |               |  |
| 1        | Осадчая Мария Михайловна        | 04.08.1956 |                         | Москва     |               |  |
| 2        | Шелешнев Леонид Михайлович      | 04.08.1956 |                         | Москва     |               |  |
| 1957 год |                                 |            |                         |            |               |  |
| 1        | Сперанский Петр Иванович        | ??.12.1957 | ??.??.1906 — ??.??.1991 | Сталино    |               |  |
| 1958 год |                                 |            |                         |            |               |  |
| 1        | Попов Е. Н.                     | ??.05.1958 |                         | Тула       | «Буревестник» |  |
| 1961 год |                                 |            |                         |            |               |  |
| 1        | Бабанцев Николай Фёдорович      | ??.01.1961 |                         | Красноярск | «Труд»        |  |
| 2        | Лященко Николай Ильич           | ??.05.1961 | ??.??.1929 — ??.??.1989 | Ленинград  | «Буревестник» |  |
| 1964 год |                                 |            |                         |            |               |  |
| 1        | Бахвалов Вадим Андреевич        | ??.02.1964 |                         | Москва     |               |  |
| 2        | Хабурзания Аркадий Спиридонович | ??.02.1964 |                         | Тбилиси    |               |  |

## 1965
- Варгашкин, Ростислав Евгеньевич
- Джохадзе, Гурам
- Ольман, Олаф 17.5.1926 — 8.2.2003[7]

## 1966
- Музис, Виктор Петрович 1927
- Япиньш, Харийс Карлович 1930

## 1968
- Сестверк, Лембит 20.4.1929 — 14.10.1978[8]

## 1970
- Батаен, Вениамин Леонтьевич 1910—1989
- Живодеров, Леонид Иванович ?-1987
- Капитонов, Виктор Арсеньевич
- Поляков, Дмитрий Пантелеймонович
- Хажилиев, Юсуп Ю.

## 1971
- Брауде, Владимир Иосифович ?-1996
- Васильева, Галина Давыдовна
- Гладков, Ю.В.
- Павлухин, Геннадий Николаевич 1938

## 1972
- Зайдман, Александр Юрьевич 19.05.1941[9]
- Фурсенко, Борис Владимирович 12.6.1930

## 1976
- Дзюба, Владимир Петрович 23.06.1943[10]

## 1977
- Кирсипуу, Рейн Артурович 30.6.1933[11]
- Ульков, Владимир Иванович

## 1978
- Вершинин, Виктор Григорьевич
- Корбут, Леонид Степанович

## 1980
- Багиянц, Альберт Александрович
- Барымов, Евгений Дмитриевич
- Боечин, Евгений Петрович
- Васильев, Борис Алексеевич
- Ердаков, Сергей Валерьевич 1943
- Злотников, Тимофей Иванович
- Кузнецов, Александр Анатольевич
- Кузнецов, Владимир Михайлович
- Морозов, Николай Григорьевич
- Новиков, Анатолий Данилович
- Соколов, Владимир Михайлович
- Худыш, Семен Данилович

## 1981
- Горунов, Геннадий Андреевич
- Знаменский, Вадим Георгиевич
- Лебедев, Андрей Михайлович
- Максимов, Сергей Сергеевич
- Чалов, Анатолий Семенович

## 1982
- Юдин, Георгий Степанович

## 1984
- Горелов, Николай Федорович
- Думбаускас, Нарсутис Пранович
- Чаплыгин, Валерий Андреевич

## 1986
- Григорьев, Павел Константинович
- Новиков, Евгений Павлович
- Токмаков, Александр Николаевич

## 1987
- Кошевой, Юрий Павлович 27.1.1937 — 13.2.1997

## 1989
- Жирков, Николай
- Кириченко, Виктор Иванович 1949
- Курбатов, Михаил Павлович 20.11.1935[12]
- Николайчук, Октавиан Ильич
- Сланин, Витаутас Альфонсович

## 1990
- Елизаров, Юрий Алексеевич 30.06.1939 — 28.03.1995[13]
- Штыхлин, Виталий Николаевич

## 1991
- Скосырев, Иван Михайлович 15.4.1947[14]

## неизв
- Богданов, Арвид Фролович
- Водянников, Алексей Сергеевич
- Дроздов, Михаил Михайлович
- Исаев, Юрий Авдеевич
- Каширин, Юрий Алексеевич
- Кравцов, Валерий Андреевич
- Кульков, Павел Петрович 26.9.1946
- Леонов, Владимир Петрович
- Миналга, Альгимантас Пранович ?-1986
- Нижегородцев, Александр Дмитриевич ?-1996
- Никифоров, Валерий Павлович
- Петров, Владимир Петрович
- Резван, Виталий Гаврилович
- Ростовцев, Владимир Михайлович 27.04.1922 — 1986 (? ум. 2000)
- Саленко, Анатолий Абрамович
- Соловьёв, Станислав Васильевич
- Стромов, Александр Петрович
- Шенгелия, Карло Леонтьевич 1937
- Шимук, Валерий Витальевич
- Юшков С. С.